# Oospila peralta
Oospila peralta là một loài bướm đêm trong họ Geometridae.